# Saint-Julien-de-Crempse

Saint-Julien-de-Crempse este o comună în departamentul Dordogne din sud-vestul Franței. În 2009 avea o populație de 206 de locuitori.

## Evoluția populației
| An        | 1975 | 1982 | 1990 | 1999 | 2006 | 2009 |
| --------- | ---- | ---- | ---- | ---- | ---- | ---- |
| Populație | 131  | 141  | 158  | 168  | 191  | 206  |